# Cantó d'Arpajon
El cantó d'Arpajon és un cantó del departament francès de l'Essonne, a la regió d'Illa de França. Està inclòs al districte de Palaiseau i al de Étampes. Des del 2015 té 16 municipis. El cap cantonal és Arpajon.

## Municipis
- Arpajon
- Avrainville
- Boissy-sous-Saint-Yon
- Bouray-sur-Juine
- Bruyères-le-Châtel
- Cheptainville
- Égly
- Guibeville
- Janville-sur-Juine
- Lardy
- Leuville-sur-Orge
- La Norville
- Ollainville
- Saint-Germain-lès-Arpajon
- Saint-Yon
- Torfou

## Història
| Data d'elecció                           | Identitat               | Partit                      | Qualitat |
| ---------------------------------------- | ----------------------- | --------------------------- | -------- |
| 1945-1951                                | Louis Namy              | PCF                         |          |
| 1951-1958                                | Pierre Loison           | RPF, després sense etiqueta |          |
| 1958-1979                                | Louis Namy              | PCF                         |          |
| 1979-1985                                | Jean Saint-Étienne      | PCF                         |          |
| 1985-1998                                | Guy Clausier-Demannoury | Divers droite               |          |
| 1998-2011                                | Monique Goguelat        | PS                          |          |
| 2011-                                    | Pascal Fournier         | PS                          |          |
| les dades anteriors no són pas conegudes |                         |                             |          |
|                                          |                         |                             |          |

## Demografia
| A partir de 1990: Població sense dobles comptes |